# 1997-es U17-es labdarúgó-világbajnokság
Az 1997-es U17-es labdarúgó-világbajnokságot Egyiptomban rendezték 1997. szeptember 4. és szeptember 21. között. 16 válogatott vett részt a tornán. A világbajnokságon 1980. január 1. után született labdarúgók vehettek részt. A tornát a brazil csapat nyerte meg.

## Helyszínek
| Város      | Stadion                   |
| ---------- | ------------------------- |
| Kairó      | Kairói Nemzetközi Stadion |
| Ismailia   | Ismailiai Stadion         |
| Alexandria | Alexandriai stadion       |
| Port Szaíd | Port Szaíd-i stadion      |

## Csapatok
| Szövetség                                         | Selejtező torna                                 | Csapatok                               |
| ------------------------------------------------- | ----------------------------------------------- | -------------------------------------- |
| AFC (Ázsia)                                       | 1996-os U17-es Ázsia-kupa                       | Omán · Thaiföld · Bahama-szigetek      |
| CAF (Afrika)                                      | 1997-es U17-es Afrika-kupa                      | Mali · Ghána                           |
| CONCACAF (Észak és Közép-amerikai, Karibi térség) | 1996-os U17-es CONCACAF-aranykupa               | Mexikó · Egyesült Államok · Costa Rica |
| CONMEBOL (Dél-Amerika)                            | 1997-es U17-es dél-amerikai Labdarúgó-bajnokság | Brazília · Argentína · Chile           |
| OFC (Óceánia)                                     | 1997-es U17-es óceániai Selejtező-torna         | Új-Zéland                              |
| UEFA (Európa)                                     | 1997-es U16-os labdarúgó-Európa-bajnokság       | Spanyolország · Ausztria · Németország |
| Rendező ország                                    | Rendező ország                                  | Egyiptom                               |

## Csoportkör
A csoportok első két helyezettje jutott tovább a negyeddöntőkbe, onnantól egyeneses kieséses rendszerben folytatódtak a küzdelmek.
A mérkőzések kezdési időpontjai helyi idő szerint vannak feltüntetve.
| Jelmagyarázat                                                            |
| ------------------------------------------------------------------------ |
| A csoportok első két helyezettje bejutott az egyenes kieséses szakaszba. |
| A csoportok harmadik és negyedik helyezettjei kiestek.                   |

### A csoport
| Csapat      | M | Gy | D | V | G+ | G– | Gk | P |
| ----------- | - | -- | - | - | -- | -- | -- | - |
| Németország | 3 | 2  | 1 | 0 | 5  | 1  | +4 | 7 |
| Egyiptom    | 3 | 1  | 2 | 0 | 5  | 4  | +1 | 5 |
| Chile       | 3 | 1  | 1 | 1 | 7  | 4  | +3 | 4 |
| Thaiföld    | 3 | 0  | 0 | 3 | 4  | 12 | –8 | 0 |

| 1997. szeptember 4. 20:30 |

| Egyiptom                | 3–2               | Thaiföld                  |
| ----------------------- | ----------------- | ------------------------- |
| Bilal 16' 46' Arabi 65' | (1–1) Jegyzőkönyv | Tongdee 30' Suksomkit 67' |

| Kairó Nemzetközi Stadion, Kairó Nézőszám: 70 000 Játékvezető: Horacio Elizondo (argentin) |

| 1997. szeptember 5. 20:30 |

| Chile | 0–1               | Németország |
| ----- | ----------------- | ----------- |
|       | (0–0) Jegyzőkönyv | Adzic 81'   |

| Kairó Nemzetközi Stadion, Kairó Nézőszám: 10 000 Játékvezető: Ian McLeod (dél-afrikai) |

| 1997. szeptember 7. 18:15 |

| Egyiptom | 1–1               | Chile          |
| -------- | ----------------- | -------------- |
| Abou 37' | (1–0) Jegyzőkönyv | Villalobos 69' |

| Kairó Nemzetközi Stadion, Kairó Nézőszám: 75 000 Játékvezető: Gilberto Alcalá (mexikói) |

| 1997. szeptember 7. 20:30 |

| Thaiföld | 0–3               | Németország                      |
| -------- | ----------------- | -------------------------------- |
|          | (0–1) Jegyzőkönyv | Deisler 27' Kehl 63' Hofmann 84' |

| Kairó Nemzetközi Stadion, Kairó Nézőszám: 40 000 Játékvezető: Victorino Rodriguez (salvadori) |

| 1997. szeptember 10. 20:30 |

| Egyiptom | 1–1               | Németország |
| -------- | ----------------- | ----------- |
| Ezz 66'  | (0–0) Jegyzőkönyv | Auer 76'    |

| Kairó Nemzetközi Stadion, Kairó Nézőszám: 80 000 Játékvezető: Wilson De Souza Mendonça (brazil) |

| 1997. szeptember 10. 20:30 |

| Thaiföld                   | 2–6               | Chile                                                                         |
| -------------------------- | ----------------- | ----------------------------------------------------------------------------- |
| Matong 45+2' Suksomkit 82' | (1–1) Jegyzőkönyv | Viveros 41' 62' Maldonado 52' (11-esből) Mirosevic 67' Alvarez 83' Zuniga 89' |

| Ismailia Stadion, Ismaília Nézőszám: 2500 Játékvezető: Jacek Granat (lengyel) |

### B csoport
| Csapat        | M | Gy | D | V | G+ | G– | Gk  | P |
| ------------- | - | -- | - | - | -- | -- | --- | - |
| Spanyolország | 3 | 3  | 0 | 0 | 17 | 2  | +15 | 9 |
| Mali          | 3 | 2  | 0 | 1 | 7  | 2  | +5  | 6 |
| Mexikó        | 3 | 1  | 0 | 2 | 8  | 6  | +2  | 3 |
| Új-Zéland     | 3 | 0  | 0 | 3 | 0  | 22 | –22 | 0 |

| 1997. szeptember 6. 18:15 |

| Új-Zéland | 0–4               | Mali                                |
| --------- | ----------------- | ----------------------------------- |
|           | (0–1) Jegyzőkönyv | Guindo 33' Diarra 64' Keita 70' 88' |

| Ismailia Stadion, Ismaília Nézőszám: 9000 Játékvezető: Jacek Granat (lengyel) |

| 1997. szeptember 6. 20:30 |

| Mexikó                  | 2–3               | Spanyolország                       |
| ----------------------- | ----------------- | ----------------------------------- |
| Arce 66' Santibanez 66' | (0–2) Jegyzőkönyv | David 14' 84' (11-esből) Mateos 31' |

| Ismailia Stadion, Ismaília Nézőszám: 12 000 Játékvezető: Wilson De Souza Mendonça (brazil) |

| 1997. szeptember 8. 20:30 |

| Új-Zéland | 0–5               | Mexikó                                                |
| --------- | ----------------- | ----------------------------------------------------- |
|           | (0–3) Jegyzőkönyv | Martinez 12' Salcedo 32' Gomez 41' 47' Santibanez 85' |

| Ismailia Stadion, Ismaília Nézőszám: 7500 Játékvezető: Abdul Aziz Al Dokhail (Szaúd-arábiai) |

| 1997. szeptember 8. 18:15 |

| Mali | 0–1               | Spanyolország |
| ---- | ----------------- | ------------- |
|      | (0–0) Jegyzőkönyv | David 85'     |

| Ismailia Stadion, Ismaília Nézőszám: 6000 Játékvezető: Horacio Elizondo (argentin) |

| 1997. szeptember 11. 20:30 |

| Új-Zéland | 0–13              | Spanyolország |
| --------- | ----------------- | --- |
|           | (0–6) Jegyzőkönyv | Ivan Sanchez 23' 29' Mateos 28' 64' Sergio 36' (11-esből) David 43' 45+3' 47' 49' Ivan Royo 62' Ander 71' Corona 87' Ivan Lopez 91' |

| Ismailia Stadion, Ismaília Nézőszám: 5000 Játékvezető: Abdulhamid Radwan Abdulkareem (egyiptomi) |

| 1997. szeptember 11. 20:30 |

| Mali          | 3–1               | Mexikó                  |
| ------------- | ----------------- | ----------------------- |
| Coulibaly 40' | (1–0) Jegyzőkönyv | Keita 54' 85' Perez 64' |

| Kairó Nemzetközi Stadion, Kairó Nézőszám: 5000 Játékvezető: Lubos Michel (szlovák) |

### C csoport
| Csapat           | M | Gy | D | V | G+ | G– | Gk  | P |
| ---------------- | - | -- | - | - | -- | -- | --- | - |
| Brazília         | 3 | 3  | 0 | 0 | 13 | 1  | +12 | 9 |
| Omán             | 3 | 2  | 0 | 1 | 8  | 4  | +4  | 6 |
| Egyesült Államok | 3 | 1  | 0 | 2 | 4  | 7  | –3  | 3 |
| Ausztria         | 3 | 0  | 0 | 3 | 1  | 14 | –13 | 0 |

| 1997. szeptember 6. 13:45 |

| Omán                                         | 4–0               | Egyesült Államok |
| -------------------------------------------- | ----------------- | ---------------- |
| Al Harbi 15' Al Mukhaini 39' Mohamed 46' 52' | (2–0) Jegyzőkönyv |                  |

| Alexandria Stadion, Alexandria Nézőszám: 20 000 Játékvezető: Yanten Mario Sanchez (chilei) |

| 1997. szeptember 6. 16:00 |

| Ausztria | 0–7               | Brazília |
| -------- | ----------------- | --- |
|          | (0–5) Jegyzőkönyv | Diogo 8' Fábio Pinto 13' Geovani 16' Ferrugem 38' Matuzalem 44' Ronaldinho 75' (11-esből) Anaílson 85' (11-esből) |

| Alexandria Stadion, Alexandria Nézőszám: 20 000 Játékvezető: Abdulhamid Radwan Abdulkareem (egyiptomi) |

| 1997. szeptember 8. 16:00 |

| Omán                          | 3–1               | Ausztria      |
| ----------------------------- | ----------------- | ------------- |
| Nairooz 18' Mohamed 45+1' 69' | (2–0) Jegyzőkönyv | Ziervogel 74' |

| Alexandria Stadion, Alexandria Nézőszám: 19 000 Játékvezető: Eugene Brazzale (ausztrál) |

| 1997. szeptember 8. 13:45 |

| Egyesült Államok | 0–3               | Brazília                             |
| ---------------- | ----------------- | ------------------------------------ |
|                  | (0–0) Jegyzőkönyv | Jorginho 66' Adiel 85' Matuzalem 90' |

| Alexandria Stadion, Alexandria Nézőszám: 19 000 Játékvezető: Rene Temmink (holland) |

| 1997. szeptember 11. 16:00 |

| Omán        | 1–3               | Brazília                                 |
| ----------- | ----------------- | ---------------------------------------- |
| Mohamed 53' | (0–0) Jegyzőkönyv | Jorginho 50' Fábio Pinto 66' Geovani 84' |

| Alexandria Stadion, Alexandria Nézőszám: 20 000 Játékvezető: Gilberto Alcalá (mexikói) |

| 1997. szeptember 11. 16:00 |

| Egyesült Államok                      | 4–0               | Ausztria |
| ------------------------------------- | ----------------- | -------- |
| Rupsis 6' Twellman 56' 67' Totten 82' | (1–0) Jegyzőkönyv |          |

| Port Said Stadion, Port Said Nézőszám: 4000 Játékvezető: Mamadouba Engage Camara (guineai) |

### D csoport
| Csapat     | M | Gy | D | V | G+ | G– | Gk | P |
| ---------- | - | -- | - | - | -- | -- | -- | - |
| Ghána      | 3 | 2  | 1 | 0 | 7  | 1  | +6 | 7 |
| Argentína  | 3 | 2  | 1 | 0 | 3  | 0  | +3 | 7 |
| Bahrein    | 3 | 1  | 0 | 2 | 4  | 8  | –4 | 3 |
| Costa Rica | 3 | 0  | 0 | 3 | 1  | 6  | –5 | 0 |

| 1997. szeptember 5. 13:45 |

| Argentína | 0–0         | Ghána |
| --------- | ----------- | ----- |
|           | Jegyzőkönyv |       |

| Port Szaíd-i stadion, Port Szaíd Nézőszám: 30 000 Játékvezető: Lu Csün (kínai) |

| 1997. szeptember 5. 16:00 |

| Costa Rica   | 1–3               | Bahrein                                         |
| ------------ | ----------------- | ----------------------------------------------- |
| Esquivel 67' | (0–0) Jegyzőkönyv | Abdul Rahman 64' (11-esből) Amer 79' Rashed 84' |

| Port Szaíd-i stadion, Port Szaíd Nézőszám: 20 000 Játékvezető: Mamadouba Engage Camara (guineai) |

| 1997. szeptember 7. 16:00 |

| Argentína    | 1–0               | Costa Rica |
| ------------ | ----------------- | ---------- |
| Galletti 59' | (0–0) Jegyzőkönyv |            |

| Port Szaíd-i stadion, Port Szaíd Nézőszám: 10 000 Játékvezető: Terje Hauge (norvég) |

| 1997. szeptember 7. 13:45 |

| Ghána                                           | 5–1               | Bahrein  |
| ----------------------------------------------- | ----------------- | -------- |
| Eku 5' Ansah 8' Afriyie 52' Quaye 77' Abbey 89' | (2–0) Jegyzőkönyv | Amer 71' |

| Port Szaíd-i stadion, Port Szaíd Nézőszám: 20 000 Játékvezető: Ľuboš Micheľ (szlovák) |

| 1997. szeptember 10. 13:45 |

| Argentína                 | 2–0               | Bahrein |
| ------------------------- | ----------------- | ------- |
| Marchant 42' Marchano 72' | (1–0) Jegyzőkönyv |         |

| Port Szaíd-i stadion, Port Szaíd Nézőszám: 10 000 Játékvezető: Ian McLeod (dél-afrikai) |

| 1997. szeptember 10. 13:45 |

| Ghána                | 2–0               | Costa Rica |
| -------------------- | ----------------- | ---------- |
| Quaye 12' Coffie 61' | (1–0) Jegyzőkönyv |            |

| Alexandria Stadion, Alexandria Nézőszám: 8000 Játékvezető: Yanten Mario Sanchez (chilei) |

## Egyenes kieséses szakasz
|  |                             |               |                        |                           |   |               |                        |                        |                        |                        |               |       |       |
|  | Negyeddöntők                | Negyeddöntők  | Negyeddöntők           |                           |   | Elődöntők     | Elődöntők              | Elődöntők              |                        |                        | Döntő         | Döntő | Döntő |
|  | Negyeddöntők                | Negyeddöntők  | Negyeddöntők           |                           |   | Elődöntők     | Elődöntők              | Elődöntők              |                        |                        | Döntő         | Döntő | Döntő |
|  | szeptember 14. – Kairó      |               |                        |                           |   |               |                        |                        |                        |                        |               |       |       |
|  |                             |               |                        |                           |   |               |                        |                        |                        |                        |               |       |       |
|  | A1                          | Németország   | 0 (4)                  |                           |   |               |                        |                        |                        |                        |               |       |       |
|  | A1                          | Németország   | 0 (4)                  | szeptember 18. – Ismaília |   |               |                        |                        |                        |                        |               |       |       |
|  | B2                          | Mali          | 0 (3)                  |                           |   |               |                        |                        |                        |                        |               |       |       |
|  | B2                          | Mali          | 0 (3)                  |                           |   | Németország   | Németország            | 0                      |                        |                        |               |       |       |
|  | szeptember 14. – Alexandria |               |                        |                           |   | Németország   | Németország            | 0                      |                        |                        |               |       |       |
|  |                             |               | Brazília               | Brazília                  | 4 |               |                        |                        |                        |                        |               |       |       |
|  | C1                          | Brazília      | Brazília               | Brazília                  | 4 | 2             |                        |                        |                        |                        |               |       |       |
|  | C1                          | Brazília      |                        |                           |   | 2             | szeptember 21. – Kairó |                        |                        |                        |               |       |       |
|  | D2                          | Argentína     | 0                      |                           |   |               |                        |                        |                        |                        |               |       |       |
|  | D2                          | Argentína     | 0                      |                           |   | Brazília      | Brazília               | 2                      |                        |                        |               |       |       |
|  | szeptember 15. – Ismaília   |               |                        |                           |   | Brazília      | Brazília               | 2                      |                        |                        |               |       |       |
|  |                             |               | Ghána                  | Ghána                     | 1 |               |                        |                        |                        |                        |               |       |       |
|  | B1                          | Spanyolország | Ghána                  | Ghána                     | 1 | 2             |                        |                        |                        |                        |               |       |       |
|  | B1                          | Spanyolország | szeptember 18. – Kairó |                           |   | 2             |                        |                        |                        |                        |               |       |       |
|  | A2                          | Egyiptom      | 1                      |                           |   |               |                        |                        |                        |                        |               |       |       |
|  | A2                          | Egyiptom      | 1                      |                           |   | Spanyolország | Spanyolország          | 1                      | Bronzmérkőzés          | Bronzmérkőzés          | Bronzmérkőzés |       |       |
|  | szeptember 15. – Port Said  |               |                        |                           |   | Spanyolország | Spanyolország          | 1                      | Bronzmérkőzés          | Bronzmérkőzés          | Bronzmérkőzés |       |       |
|  |                             |               | Ghána                  | Ghána                     | 2 |               |                        | szeptember 21. – Kairó | szeptember 21. – Kairó | szeptember 21. – Kairó |               |       |       |
|  | D1                          | Ghána         | Ghána                  | Ghána                     | 2 | 4             |                        | szeptember 21. – Kairó | szeptember 21. – Kairó | szeptember 21. – Kairó |               |       |       |
|  | D1                          | Ghána         |                        |                           |   |               |                        | Németország            | Németország            | 1                      |               |       |       |
|  | C2                          | Omán          | 1                      |                           |   |               |                        | Németország            | Németország            | 1                      |               |       |       |
|  | C2                          | Omán          | 1                      |                           |   | Spanyolország | Spanyolország          | 2                      |                        |                        |               |       |       |
|  |                             |               |                        |                           |   | Spanyolország | Spanyolország          | 2                      |                        |                        |               |       |       |

### Negyeddöntők
| 1997. szeptember 14. 16:00 |

| Brazília            | 2–0               | Argentína |
| ------------------- | ----------------- | --------- |
| Fábio Pinto 44' 83' | (1–0) Jegyzőkönyv |           |

| Alexandria Stadion, Alexandria Nézőszám: 20 000 Játékvezető: Jacek Granat (lengyel) |

| 1997. szeptember 14. 20:30 |

| Németország   | 0–0 (h. u.) | Mali |
| ------------- | ----------- | ---- |
|               | Jegyzőkönyv |      |
| Büntetőpárbaj |             |      |
|               | 4–3         |      |

| Kairó Nemzetközi Stadion, Kairó Nézőszám: 7000 Játékvezető: Lu Csün (kínai) |

| 1997. szeptember 15. 16:00 |

| Ghána                                                    | 4–1               | Omán        |
| -------------------------------------------------------- | ----------------- | ----------- |
| Al Mukhaini 25' (öngól) Coffie 42' Afriyie 79' Quaye 88' | (2–0) Jegyzőkönyv | Al Amri 57' |

| Port Szaíd-i stadion, Port Szaíd Nézőszám: 15 000 Játékvezető: Rene Temmink (holland) |

| 1997. szeptember 15. 20:30 |

| Spanyolország          | 2–1               | Egyiptom  |
| ---------------------- | ----------------- | --------- |
| Sergio 28' Camacho 66' | (1–1) Jegyzőkönyv | Bilal 31' |

| Ismailia Stadion, Ismaília Nézőszám: 13 500 Játékvezető: Victorino Rodriguez (salvadori) |

### Elődöntők
| 1997. szeptember 18. 16:00 |

| Németország | 0–4               | Brazília                                                    |
| ----------- | ----------------- | ----------------------------------------------------------- |
|             | (0–1) Jegyzőkönyv | Adiel 4' Geovani 85' Ferrugem 86' Ronaldinho 88' (11-esből) |

| Ismailia Stadion, Ismaília Nézőszám: 8500 Játékvezető: Ian McLeod (dél-afrikai) |

| 1997. szeptember 18. 20:30 |

| Spanyolország | 1–2               | Ghána                  |
| ------------- | ----------------- | ---------------------- |
| Sousa 35'     | (1–0) Jegyzőkönyv | Attram 47' Afriyie 79' |

| Kairó Nemzetközi Stadion, Kairó Nézőszám: 4000 Játékvezető: Yanten Mario Sanchez (chilei) |

### Bronzmérkőzés
| 1997. szeptember 21. 15:30 |

| Németország          | 1–2               | Spanyolország                  |
| -------------------- | ----------------- | ------------------------------ |
| Adzic 59' (11-esből) | (0–1) Jegyzőkönyv | Ander 30' Sousa 85' (11-esből) |

| Kairó Nemzetközi Stadion, Kairó Nézőszám: 8000 Játékvezető: Victorino Rodriguez (salvadori) |

### Döntő
| 1997. szeptember 21. 18:15 |

| Brazília                 | 2–1               | Ghána       |
| ------------------------ | ----------------- | ----------- |
| Matuzalem 63' Andrey 87' | (0–1) Jegyzőkönyv | Afriyie 39' |

| Kairó Nemzetközi Stadion, Kairó Nézőszám: 35 000 Játékvezető: Terje Hauge (norvég) |

## Díjak
| Az 1997-es U17-es labdarúgó-világbajnokság győztese |
| --------------------------------------------------- |
| · Brazília · 1. cím                                 |

adidas Golden Ball
- Sergio
- Fabio Pinto
- Isaac Owusu

adidas Golden Shoe
- David
- Hashim Mohamed
- Fabio Pinto

FIFA Fair Play díj
- Argentína

## Gólszerzők
7 gólos
- David

5 gólos
- Hashim Mohamed

4 gólos
- Seydou Keita
- Owusu Afriyie
- Fabio Pinto